# Skovby (Sønderborg)
Skovby is een plaats in de Deense regio Zuid-Denemarken, gemeente Sønderborg, en telt 313 inwoners (2017). Het dorp ligt op het eiland Als